# Stefanie Enzinger
Stefanie Enzinger (Mittersill, Austria; 25 de noviembre de 1990) es una futbolista austriaca. Juega como delantera y su equipo actual es el SKN St. Pölten de la ÖFB-Frauenliga de Austria.

## Clubes
| Club                | País    | Año             |
| ------------------- | ------- | --------------- |
| USK Hof             | Austria | 2010            |
| FC Wacker Innsbruck | Austria | 2010 - 2015     |
| SK Sturm Graz       | Austria | 2015 - 2017     |
| SKN St. Pölten      | Austria | 2017 - presente |

## Títulos

### Campeonatos internacionales
| Título         | Equipo               | Sede   | Año  |
| -------------- | -------------------- | ------ | ---- |
| Copa de Chipre | Selección de Austria | Chipre | 2016 |